# 林肯站 (英格蘭)
林肯站（英語：Lincoln railway station），原名為林肯中央車站，是位於英國林肯郡林肯的鐵路車站。該站由英國鐵路網公司所有，由東米德蘭鐵路管理。車站啟用於1848年。
林肯中心客運站是該市的主要客運站，距離林肯站步行僅需幾分鐘，位於車站東北部，可透過行人穿越道和步行廣場輕鬆抵達。

## 歷史

### 米德蘭鐵路
諾丁漢至林肯線是最早抵達林肯的鐵路線。該線由米德蘭鐵路公司建造，工程師為羅伯特·史蒂芬生。該線於1846年8月4日通車，林肯聖馬克斯站（時稱林肯站）亦於同日啟用。該站落成時是鐵路總站，但諾丁漢至林肯線隨後向東延伸至位於林肯中央站以東的交匯處，使列車得以從諾丁漢直達亨伯河口南岸的港口和克利索普斯，亦使該站成為中途站。

### 大北方鐵路

#### 林肯郡環線
1846年6月26日，大北方鐵路公司於倫敦至約克間修建鐵路的相關法案獲得御准，成為《1846年大北方鐵路法》，獲授權的主路線從倫敦出發，途經亨廷登、彼得伯勒、格蘭瑟姆、雷特福德、唐卡斯特，最後到達約克站南側的交匯處。該法還授權興建一條環線（即林肯郡環線），從彼得伯勒以北自主線分歧，途經斯波爾丁、波士頓、林肯和根斯堡，最後於唐卡斯特以南重新與主線匯合。
1846年是鐵路計畫審批的巔峰之年，這得益於人們對鐵路股票快速致富的狂熱追逐。由於種種原因（並非全部與鐵路相關），隔年經濟陷入嚴重衰退，已獲批准的鐵路項目因此難以獲得所需資金。大北方鐵路公司的董事們面臨龐大的鐵路網建設壓力，他們必須確定優先建造哪些路段。董事們決定先建造林肯郡環線，因為這是最容易完成並開始賺取收入的線路。
環線的一部分很快就準備就緒，從沃爾頓樞紐（靠近彼得伯勒，位於新開通的米德蘭鐵路上）到林肯的 58 英里路段於 1848 年 10 月 17 日開通。除了位於波士頓的一英里路段外，該線均為雙線，該單線路段亦於 1850 年 5 月 11 日因改道變為雙線。
林肯中央站亦於 1848 年 10 月 17 日啟用，站房由倫敦的約翰·亨利·泰勒於1848年為大北方鐵路公司設計。車站採用都鐸復興風格，以黃磚砌成，配以石材裝飾和石板屋頂，並設有六個脊形煙囪和八個側牆煙囪。
為布雷福德池旁的旋轉橋安裝信號系統後，環線林肯至根斯堡段於1849年4月9日通車。該段鐵路於根斯堡與曼徹斯特、謝菲爾德及林肯郡鐵路交匯。透過與其他鐵路公司就列車通行權達成協議，大北方鐵路公司於1848年10月8日開通倫敦至利茲的列車服務，列車於雷特福德以北繞經其他鐵路公司的路線以前往利茲。
1850年8月5日，倫敦（梅登巷）至彼得伯勒線開行示範列車，並於1850年8月7日正式向公眾開放；每日單程運行八列客運列車，週日增開三列。 1850年8月8日，列車開始從倫敦開往約克。梅登巷終點站被大北方鐵路公司稱為「國王十字車站」。 1850年9月2日起，大北方鐵路開通了開往愛丁堡的直達列車；列車途經彼得伯勒、波士頓、林肯、雷特福德、唐卡斯特、諾丁利（Knottingley）和約克，之後經由約克、紐卡斯爾及貝里克鐵路至愛丁堡（當時尚未開通直達路線）。
直接連繫彼得伯勒和唐卡斯特、不經林肯的直達路線於1851年8月1日開通客運業務、1852年7月15日開通貨運業務。自此，該線取代了原有途經林肯、波士頓和斯波爾丁的林肯郡環線，成為來往倫敦和利茲列車的主要路線，並成為今日東海岸主線的一部分。

#### 格蘭瑟姆和林肯線
1864年，大北方鐵路公司獲御准興建連接格蘭瑟姆和林肯的鐵路線，該線隨後於1867年4月15日通車。格蘭瑟姆和林肯之間的客運列車服務在工作日各有五班列車，週日則有兩班
。新線將林肯和倫敦之間的旅程時間縮短了四十五分鐘。到 1887 年，格蘭瑟姆和林肯之間的火車服務增加到每日各方向九班，但周日只有一班。 1914 年，林肯開往格蘭瑟姆共有六班工作日列車，其中 11:22 和 13:50 的兩班列車開往倫敦，直達車廂設在 12:30 和 16:00 的列車上。 1938 年，格蘭瑟姆和林肯之間每日各方向通常有七班列車，但只有一班開往倫敦，即上午 10:28 從林肯開往格蘭瑟姆的列車，在那裡它與下午 1:15 從紐卡斯爾開往倫敦國王十字車站的特快列車相連。回程則是 17:50 從倫敦開往約克郡的特快列車，於 19:55 抵達格蘭瑟姆。列車與特快列車分離後，於 20:30 離開格蘭瑟姆，並應要求在利德納姆（Leadenham）停靠，僅讓來自倫敦的乘客下車，最後於 20:37 抵達林肯。

### 曼徹斯特、謝菲爾德及林肯郡鐵路
曼徹斯特、謝菲爾德及林肯郡鐵路公司於1849年2月1日開通了林肯和巴尼特比（Barnetby）之間的鐵路，該線成為了林肯前往格里姆斯比的直達路線。
1850年8月7日，該公司開通了雷特福德至林肯間的直達鐵路，使列車毋需再繞經根斯堡來往兩地。透過達成協議，曼徹斯特、謝菲爾德及林肯郡鐵路公司的列車得以通過大北方鐵路公司的鐵路運行至林肯站 根據協議，大北方鐵路公司亦獲得雷特福德至謝菲爾德的列車通行權，並於1850年8月7日起開始運行來往林肯和謝菲爾德的列車。

### 蘭開夏郡、德比郡和東海岸鐵路

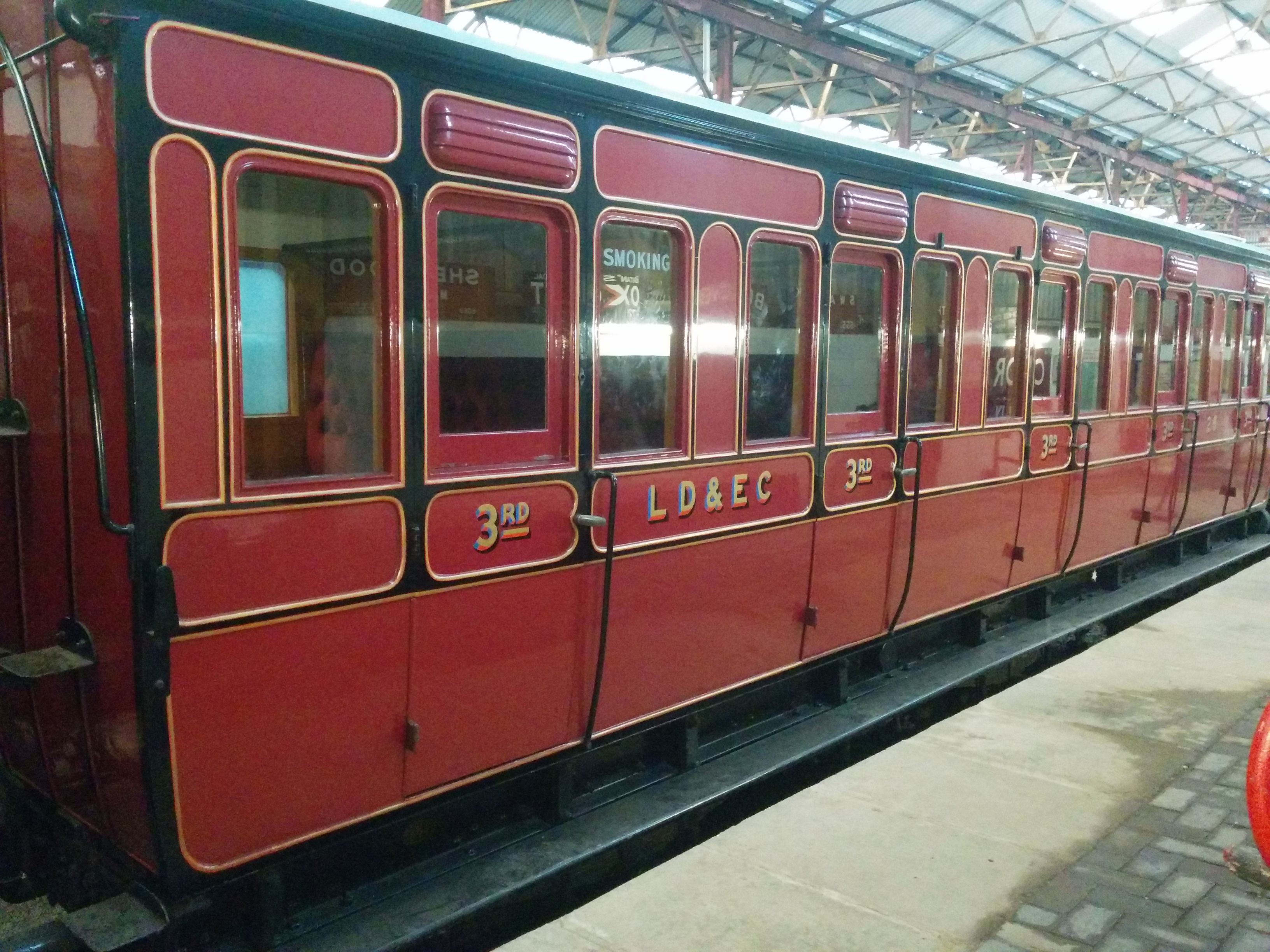
蘭開夏郡、德比郡和東海岸鐵路公司的客運列車車廂，建於1896年

1891年8月5日，蘭開夏郡、德比郡和東海岸鐵路法案於英國國會獲得通過，並成為有史以來在單屆國會上獲批的最大規模的鐵路計劃；從沃靈頓到林肯郡海邊的主幹線長達170英里，包含支線鐵路和大量的碼頭設施。僅建造成本就估計高達4,542,522英鎊，而林肯郡海邊的碼頭將耗資70萬英鎊。
蘭開夏郡、德比郡和東海岸鐵路公司的授權資本為 500 萬英鎊，但該公司無法籌得如此龐大的資金。 1891 年 11 月大東部鐵路公司審查了上述鐵路計劃，同意撥款 25 萬英鎊，但條件是讓大東部鐵路公司成為蘭開夏郡、德比郡和東海岸鐵路公司的主導方，並將最初的建設路段局限至切斯特菲爾德和林肯之間。該段路線於 1892 年 6 月 7 日破土動工，並於 1897 年 3 月 1 日開通客運業務。 當時每天有六班列車從切斯特菲爾德開往夏爾布魯克，另外三班列車從那裡開往林肯站。
蘭開夏郡、德比郡和東海岸鐵路於切斯特菲爾德以西、林肯以東的路段最終均無法實踐。
由於來往切斯特菲爾德和林肯的客運業務令人失望，1902 年初，夏爾布魯克和林肯站之間的客運服務從週一至週五的每方向三班火車減少到兩班火車。
1903年7月1日，米德蘭鐵路在其位於謝菲爾德和曼斯菲爾德的車站之間開通了一條新的客運服務，每日提供4班列車往返於謝菲爾德和曼斯菲爾德之間。同時，米德蘭鐵路開通了曼徹斯特中央站和哈里奇之間的直達列車服務，同時於謝菲爾德至林肯提供特快列車服務，這是蘭開夏郡、德比郡和東海岸鐵路唯一的特快列車服務。

### 二戰後發展

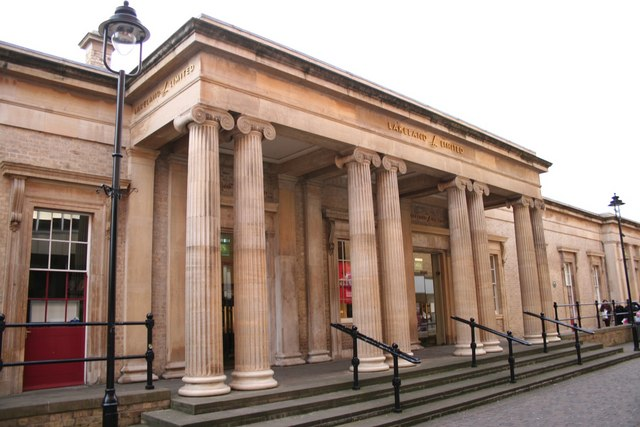
林肯聖馬克斯站：林肯市首座車站。該站於1985年關閉後，林肯中央站繼承了其列車服務

1950年代中期，格蘭瑟姆和林肯線上的蒸汽客運列車被柴油動車組取代；成為首批改用柴油列車的路線之一。 1963年，為了將格蘭瑟姆至諾丁漢的線路柴油化，服務林肯的動車組被暫時替換，格蘭瑟姆及林肯線一度恢復了蒸汽服務。貨運列車則一直由蒸氣牽引。1960年代，格蘭瑟姆和林肯線的客流量已下降到不容忽視的地步，除利德納姆站外，沿線所有車站均停止客運業務。1965 年 11 月 1 日，格蘭瑟姆和林肯線徹底關閉，倫敦至林肯的直達列車改道經紐瓦克。
1955年9月19日，英國鐵路結束夏爾布魯克和林肯站之間的客運服務。
1958年4月14日起，諾丁漢至林肯線上大多數客運列車由柴油列車取代，兩座城市之間大約需要一個小時的車程。
林肯郡環線林肯至波士頓段於1963年6月17日結束客運及貨運業務，根斯堡至林肯段則保留至今。
格蘭瑟姆和林肯線關閉後，林肯聖馬克斯站一直是倫敦國王十字至克利索普斯直達列車的停靠車站。為了避免需要於林肯市同時營運兩座車站，英國鐵路於林肯中央站以西興建了八十米長的新軌道，使林肯中央站得以連接諾丁漢至林肯線。1985年，林肯聖馬克斯站關閉，服務該站的列車均改為停靠林肯中央站。
林肯中央站成為林肯市中心唯一的車站。儘管如此，車站名稱後綴「中央」（Central）仍持續使用至 2019 年。該站的「歡迎」訊息由東米德蘭列車公司錄製，至今仍在使用，將車站稱為林肯中央站。
1990年，林肯站站房和行人天橋被列為二級登錄建築。
2010 年 9 月，東米德蘭列車公司宣布，計劃改善林肯站的客戶服務區、咖啡廳和衛生間。

### 列車服務的變遷
多年來，林肯一直缺乏直達倫敦的鐵路服務。然而，兩項新的鐵路特許經營權的授予彌補了這一缺陷。
2007 年 8 月 14 日，國家快運東海岸公司宣布將在同年 12 月接管城際東海岸專營權。作為承諾的一部分，該公司計劃從 2009 年開始在林肯和倫敦國王十字車站之間推出每兩小時一班的服務。此項服務將與每兩小時一班開往約克的服務交替進行。 2009 年 11 月，城際東岸專營權移交東岸。 2009年底，東海岸公司和英國鐵路網公司公佈了擬議的東海岸主線列車服務時刻表的細節，包括來往林肯和倫敦的服務。 2010 年春天，東海岸公司宣布因為信貸緊縮期間的財務限制，來往林肯和倫敦的新服務會被削減至每天每個方向只開通一趟直達列車，加開的列車更只到紐瓦克北門，這意味著林肯的乘客仍然需要在該站換乘。2011 年 5 月 22 日，東海岸公司開通了林肯至倫敦國王十字車站的直達列車，儘管班次比原計劃少了很多。每天有一趟列車從林肯開往倫敦，時間為週一至週五 07:30，週六 07:33，週日則沒有開往倫敦的列車服務。回程列車於週一至週五 19:06、週六 18:08 和週日 19:08 從倫敦出發。 2015 年初，該業務移交給維珍列車東海岸公司，自 2018 年 6 月起，倫敦國王十字車站的列車服務改由倫敦東北鐵路公司營運。倫敦東北鐵路公司已開始在林肯和倫敦國王十字車站之間運行每兩小時一班的列車。
除了倫敦東北鐵路服務外，東米德蘭鐵路每週一至週六每天早上運行一趟從林肯到倫敦聖潘克拉斯的列車，晚上亦有一趟回程列車。
2016年4月，北方鐵路公司的新特許經營權開始生效，林肯線的服務得到了改善。 2019年，開往謝菲爾德和雷特福德的列車班次在工作日增加至每小時兩班，週日增加至每小時一班。同時，林肯至謝菲爾德的列車服務被納入愛瑞發北方鐵路的北方連接（Northern Connect）區域網絡，並經巴恩斯利延伸至利茲。
2019 年 4 月，東海岸主線城際列車服務的特許經營權獲授予倫敦東北鐵路公司，經營權合約包括為林肯的列車服務進行幾項關鍵改進。其中包括將倫敦聖潘克拉斯至林肯的班次增加到每日兩班，以及從 2021 年 12 月起開通每小時一班來往唐卡斯特]和彼得伯勒（經林肯）的列車服務，以取代先前每小時一班來往彼得伯勒和林肯、以及每日5班來往唐卡斯特和林肯的列車服務。其他改進包括開通每小時1班來往諾丁漢和格里姆斯比鎮之間（經林肯）的列車服務，並有限度地延伸至克利索普斯，這將通過將既有來往萊斯特和林肯的服務延伸至格里姆斯比鎮來實現。既有來往紐瓦克北門和格里姆斯比的服務則會縮短為來往紐瓦克北門和林肯。 2019 年 5 月 9 日，停滯期結束後，東米德蘭鐵路公司確認他們計劃將萊斯特的服務延伸至格里姆斯比鎮。

## 現時月台佈局
該站共有五個月台，編號為1-5：

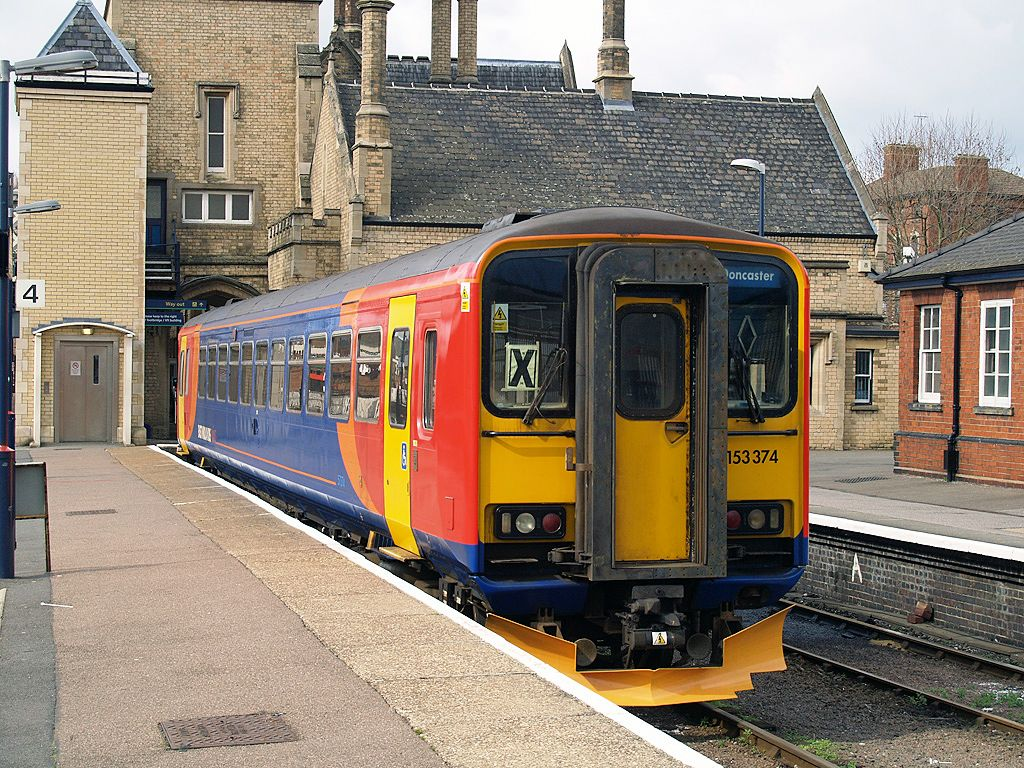
停靠在林肯站4號月台的柴油列車，攝於2008年3月19日

- 1 號和 2 號月台是港灣式月台，用於白天停放列車，並供從東邊抵達並即將往東出發的列車始發終到（從東邊抵達並組成西行服務的列車將進入其中一個直達月台）。
- 3、4 和 5 號月台為雙向直通月台，服務所有線路。所有三個直通月台均以對日常列車營運最有利的方式使用。
- 3號月台是靠近主站房的月台，距離車站入口最近。檢票口、自助餐廳/商店、候車室、無障礙洗手間及工作人員設施均位於3號月台。
- 4號和5號月台是島式月台的兩面，旅客候車室、衛生間及1車站職員會議室都位於島式月台上。

## 列車服務
林肯的火車服務由東米德蘭鐵路、北方列車和倫敦東北鐵路公司營運。列車服務如下：

### 東米德蘭鐵路
東米德蘭鐵路公司營運林肯站的大部分列車服務。非繁忙時段，每小時有一班列車經紐瓦克城堡、諾丁漢、拉夫堡開往萊斯特，每兩小時有一班列車前往格里姆斯比鎮。另外，每小時有一班列車經斯利福德、及斯波爾丁開往彼得伯勒，每2時有一班列車經根斯堡開住唐卡斯特。此外，每天還有一班列車往返於克利索普斯。每天還有一班列車開往倫敦聖潘克拉斯車站。
截至2024年12月，該公司週一至五非繁忙時段於林肯站提供的列車班次為：
| 諾丁漢 - 林肯線                           | 諾丁漢 - 林肯線 | 諾丁漢 - 林肯線 |
| 路線                                      | 單向班次        | 停靠站 |
| ----------------------------------------- | --------------- | --- |
| 萊斯特 – 林肯                             | 每2小時1班      | - 西斯頓（Syston）、西拉比（Sileby）、索爾河畔巴羅（Barrow-upon-Soar）、拉夫堡、東米德蘭泊車道（East Midlands Parkway） 、艾登堡（Attenborough）、比斯頓（Beeston）、諾丁漢、紐瓦克城堡、科林厄姆（Collingham）、斯温德比（Swinderby）、海克姆 |
| 萊斯特 – 格里姆斯比鎮                     | 每2小時1班      | - 西斯頓、西拉比、索爾河畔巴羅、拉夫堡、東米德蘭泊車道、艾登堡、比斯頓、諾丁漢、紐瓦克城堡、科林厄姆、斯温德比、海克姆、林肯、馬基特雷森（Market Rasen）、巴尼特比（Barnetby）、哈布羅（Habrough）                                             |
| 紐瓦克北門 – 林肯                         | 每日5班         | - 科林厄姆、斯温德比、海克姆 |
| 彼得伯勒至唐卡斯特（經唐卡斯特 - 林肯線） |                 | |
| 路線                                      | 單向班次        | 停靠站 |
| 彼得伯勒 – 林肯                           | 每小時1班       | - 斯波爾丁、斯利福德、拉斯金頓（Ruskington）、梅瑟林漢姆（Metheringham） |
| 彼得伯勒 – 唐卡斯特                       | 每2小時1班      | - 斯波爾丁、斯利福德、拉斯金頓、梅瑟林漢姆、林肯、薩克西爾比（Saxilby）、根斯堡李路（Gainsborough Lea Road） |

週日，前往萊斯特的列車僅開往諾丁漢，沒有開往彼得伯勒、唐卡斯特或倫敦的列車。夏季，諾丁漢和克利索普斯之間每天有三趟列車，但冬季此線路停駛。

### 北方列車
北方列車公司提供來往林肯和利茲的列車服務，該服務於林肯至謝菲爾德段停靠沿途各站，謝菲爾德至利茲段則只停靠主要車站。該列車服務於週一至六非繁忙時段的班次為
：
| 謝爾菲德 - 林肯線 | 謝爾菲德 - 林肯線  | 謝爾菲德 - 林肯線 |
| 路線              | 單向班次（每小時） | 停靠站 |
| ----------------- | ------------------ | --- |
| 利茲 - 林肯       | 1                  | - 威克菲教堂路、巴恩斯利、美度賀（Meadowhall）、謝菲爾德、達納爾（Darnall）、伍德豪斯（Woodhouse）、基夫頓橋（Kiveton Bridge）、基夫頓公園、夏爾奧克斯（Shireoaks）、沃克索普、雷特福德（Retford）、根斯堡李路、薩克西爾比 |

### 倫敦東北鐵路
截至2025年，倫敦東北鐵路公司平日非繁忙時段於林肯站提供的列車班次為：
| 東海岸主線          | 東海岸主線 | 東海岸主線                                   |
| 路線                | 單向班次   | 停靠站                                       |
| ------------------- | ---------- | -------------------------------------------- |
| 倫敦國王十字 - 林肯 | 每2小時1班 | - 斯蒂夫尼奇、彼得伯勒、格蘭瑟姆、紐瓦克北門 |

## 事故
- 1962年6月3日，一列特快旅客列車因在彎道上速度過快而脫軌。造成3人死亡，49人受傷[39][40]。